# Chips from the Chocolate Fireball
Chips from the Chocolate Fireball — сборник песен британской рок-группы XTC, выпущенный лейблом Virgin в августе 1987 года под псевдонимом The Dukes of Stratosphear. Он включает в себя мини-альбом 25 O’Clock 1985 года и альбом Psonic Psunspot 1987 года.

## История
В середине 80-х XTC глубоко увлеклись психоделикой 60-х, что проявилось в их шедевре конца 1986 года Skylarking. Хотя Skylarking был полон сочной поп-музыки, напоминающей The Beatles и Beach Boys, в целом альбом был довольно сдержанным, поскольку многие лёгкие песни было решено оставить для би-сайдов и будущих альбомов. В это время они решили развить своё альтер-эго — The Dukes of Stratosphear, — чтобы дать волю своему увлечению психоделикой.

## Отзывы
| Оценки критиков               | Оценки критиков |
| Источник                      | Оценка          |
| ----------------------------- | --------------- |
| Allmusic                      | [ 1 ]           |
| Encyclopedia of Popular Music | [ 2 ]           |

Альбом получил положительные отзывы музыкальной критики и интернет-изданий.
Колин Ларкин в своей Encyclopedia of Popular Music поставил сборнику высшую оценку в пять звёзд. Стивен Томас Эрлевайн из Allmusic отметил, что: «Как мини-альбом 25 O’Clock, так и полноформатный альбом Psonic Psunspot, собранный на однодисковом альбоме Chips From the Chocolate Fireball, удивительно точно передают звучание психоделики 60-х. Все звуковые детали, от фузз-гитар до гулкого эха и звуковых эффектов, на месте, как и нарочито психоделические тексты. Но что делает Dukes of Stratosphear чем-то большим, чем просто комедийная группа, так это сами песни, которые, как ни странно, являются одними из лучших чисто поп-композиций, когда-либо написанных XTC: „My Love Explodes“ отличается напряжённой, спиральной гитарной линией и мелодией; „Little Lighthouse“ и „You’re My Drug“ — великолепные стилизации; „The Mole From the Ministry“ — дьявольский оммаж „I Am the Walrus“ и Боуи; и группа редко писала песни, столь же заразительные, как яркая, звенящая „Vanishing Girl“. Несмотря на мастерство исполнения, XTC никогда не звучали так беззаботно и непринуждённо, так мгновенно цепляюще и последовательно — Chips From the Chocolate Fireball слишком хорош, чтобы его игнорировать как безрассудство сайд-проекта, потому что это действительно одна из лучших записей, когда-либо созданных XTC. И, по совпадению, это также одни из лучших когда-либо записанных психоделических поп-альбомов».

## Список композиций
Все песни написаны Sir John Johns, кроме указанных.
1. «25 O’Clock» — 5:03
2. «Bike Ride to the Moon» — 2:23
3. «My Love Explodes» — 3:49
4. «What in the World??…» — 5:01 (The Red Curtain)
5. «Your Gold Dress» — 4:42
6. «The Mole from the Ministry» — 5:58
7. «Vanishing Girl» — 2:59 (Curtain)
8. «Have You Seen Jackie?» — 3:21
9. «Little Lighthouse» — 4:31
10. «You’re a Good Man Albert Brown (Curse You Red Barrel)» — 3:38
11. «Collideascope» — 3:22
12. «You’re My Drug» — 3:19
13. «Shiny Cage» — 3:17 (Curtain)
14. «Brainiac’s Daughter» — 3:59
15. «The Affiliated» — 2:31 (Curtain)
16. «Pale and Precious» — 4:58